# Anna Hyatt Huntington

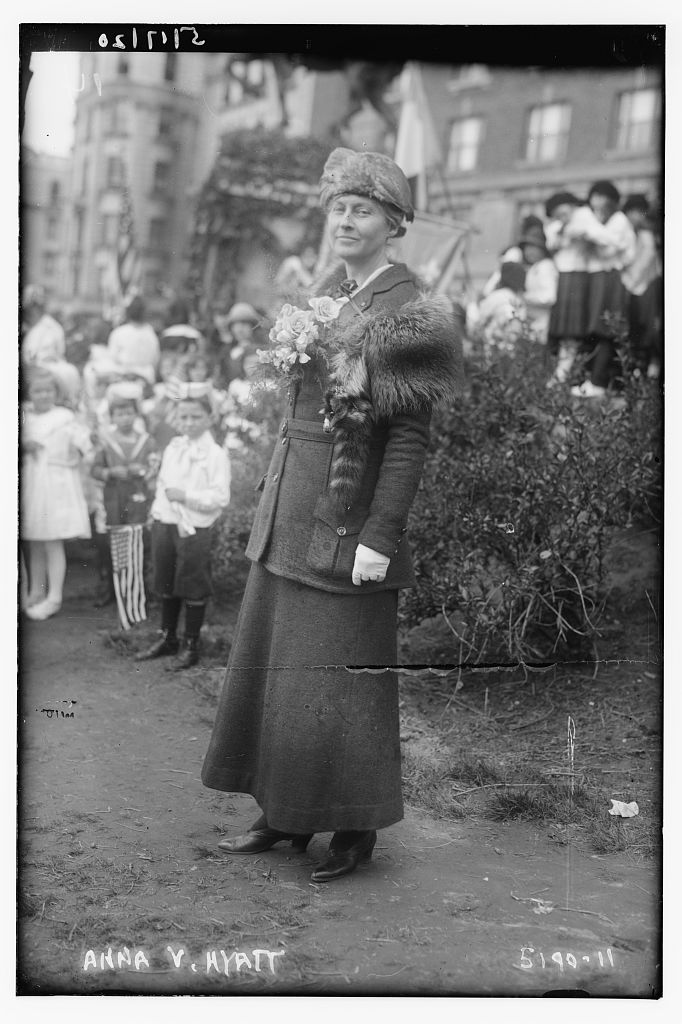
Anna Vaughn Hyatt in 1921

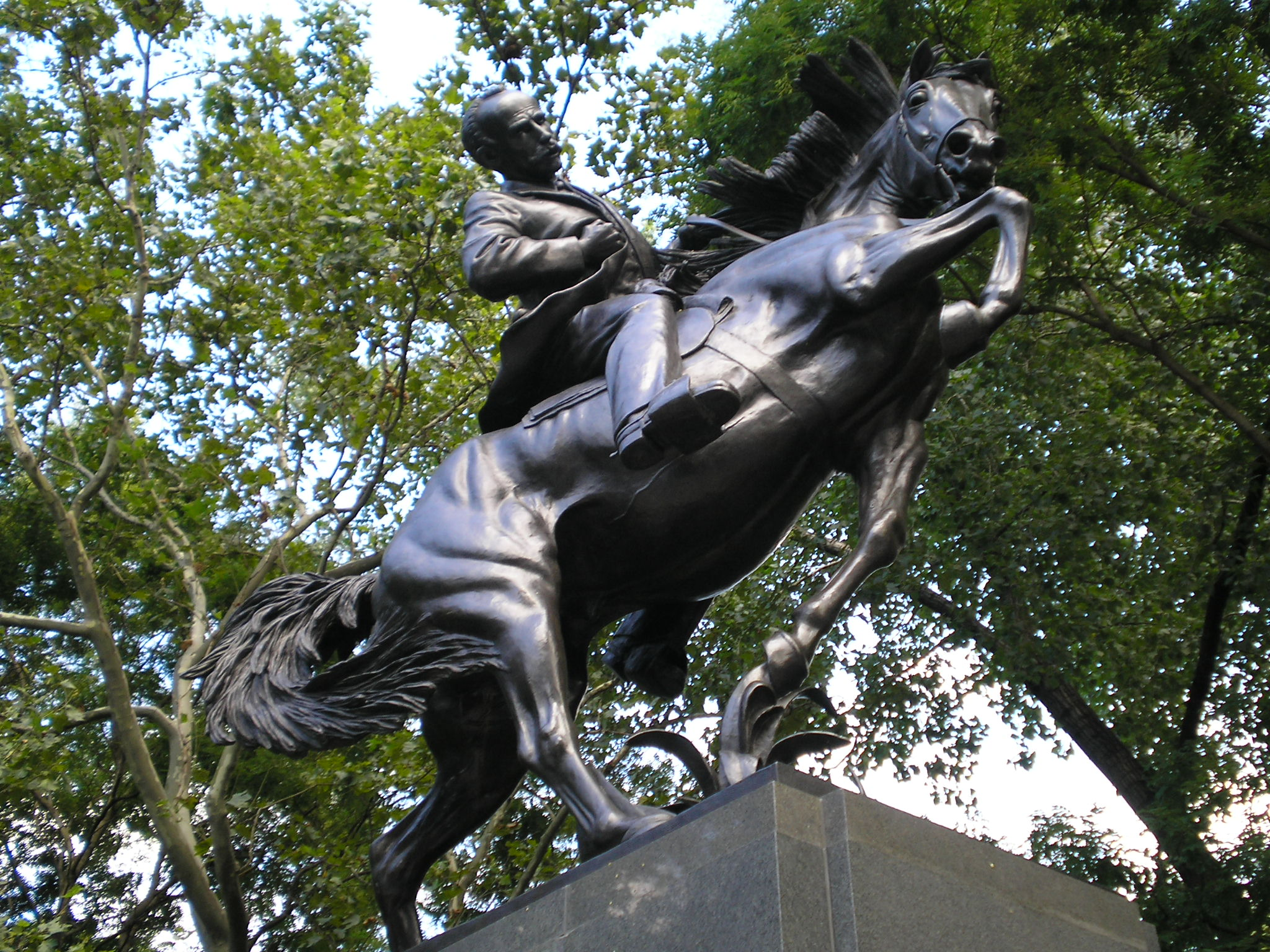
José Martí, New York

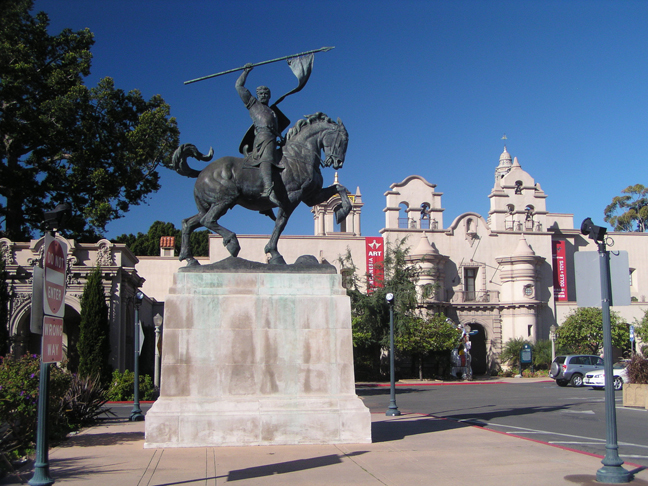
El Cid, San Diego

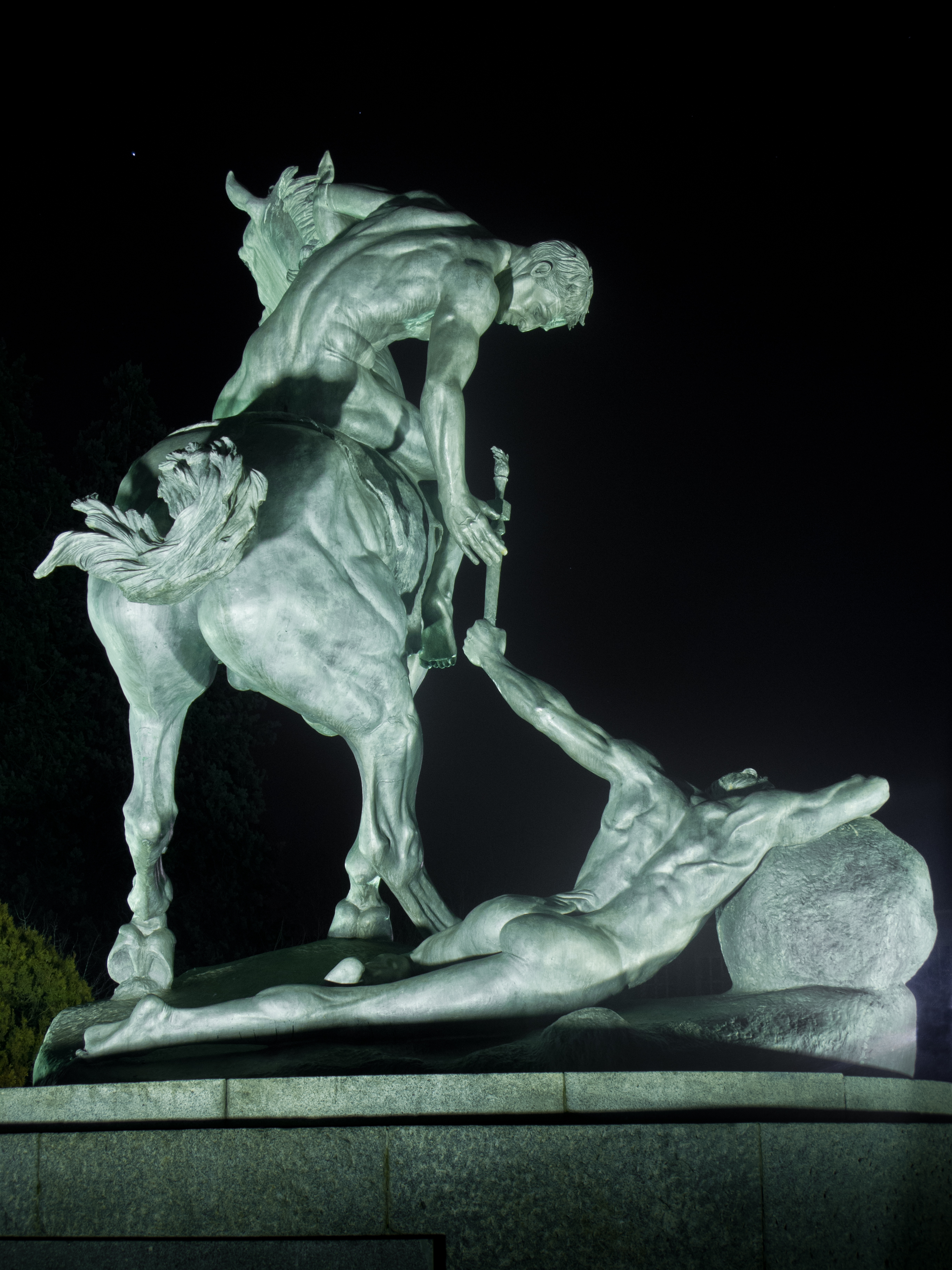
Los portadores de la antorcha, Madrid.

Anna Vaughn Hyatt Huntington (Cambridge (Massachusetts), 10 maart 1876 - Redding, 4 oktober 1973) was een Amerikaanse beeldhouwster.
Huntington was een dochter van Alpheus Hyatt, hoogleraar paleontologie en zoölogie aan de Harvard-universiteit en het MIT, wat bijdroeg aan haar interesse voor dieren en hun anatomie. Ze volgde lessen bij de beeldhouwer H.H. Kitson, maar werd door hem op straat gezet toen ze commentaar had op anatomische fouten in zijn werk.
Ze vervolgde haar studie bij Gutzon Borglum aan de Art Students League of New York. In haar vrije tijd was ze vaak in dierentuinen en circussen te vinden, waar ze studies maakte van dieren. Huntington was lid van de National Academy of Design en de National Sculpture Society. Het voormalig woonhuis van het echtpaar Huntington in New York, is sinds 1942 het onderkomen van de National Academy of Design.
Huntington werd vooral bekend door haar ruiterstandbeelden. Voor haar beeld van Jeanne d'Arc in Blois, werd ze door Frankrijk benoemd tot Ridder in het Legioen van Eer.

## Weldoener
Ze was met haar man Archer Milton Huntington verantwoordelijk voor het stichten van veertien musea en vier natuurreservaten. Zo kochten ze een aantal oude rijstplantages bij Murrells Inlet (South Carolina) en bouwden deze om tot beeldentuin en wildreservaat, onder de naam Brookgreen Gardens. Het was de eerste beeldentuin in Amerika met beelden van Huntington zelf en van onder anderen Daniel Chester French, Rudulph Evans en Adolph Alexander Weinman. Ze schonken daarnaast het Collis P. Huntington State Park in Redding en Bethel aan de bevolking van Connecticut. Bij de ingang van het park staan beelden van Huntington.

## Werken (selectie)
- Jeanne d'Arc (ca. 1915), New York, Gloucester en Blois
- El Cid (1927), New York, San Francisco, Washington D.C., San Diego en Sevilla.
- Los Portadores de la Antorcha (1955), Madrid. Replica in onder meer Hoboken (New Jersey) en Norfolk (Virginia)
- José Martí (1965), New York
- Don Quichot, Brookgreen Gardens, Murrells Inlet